# دافيد إلعازار

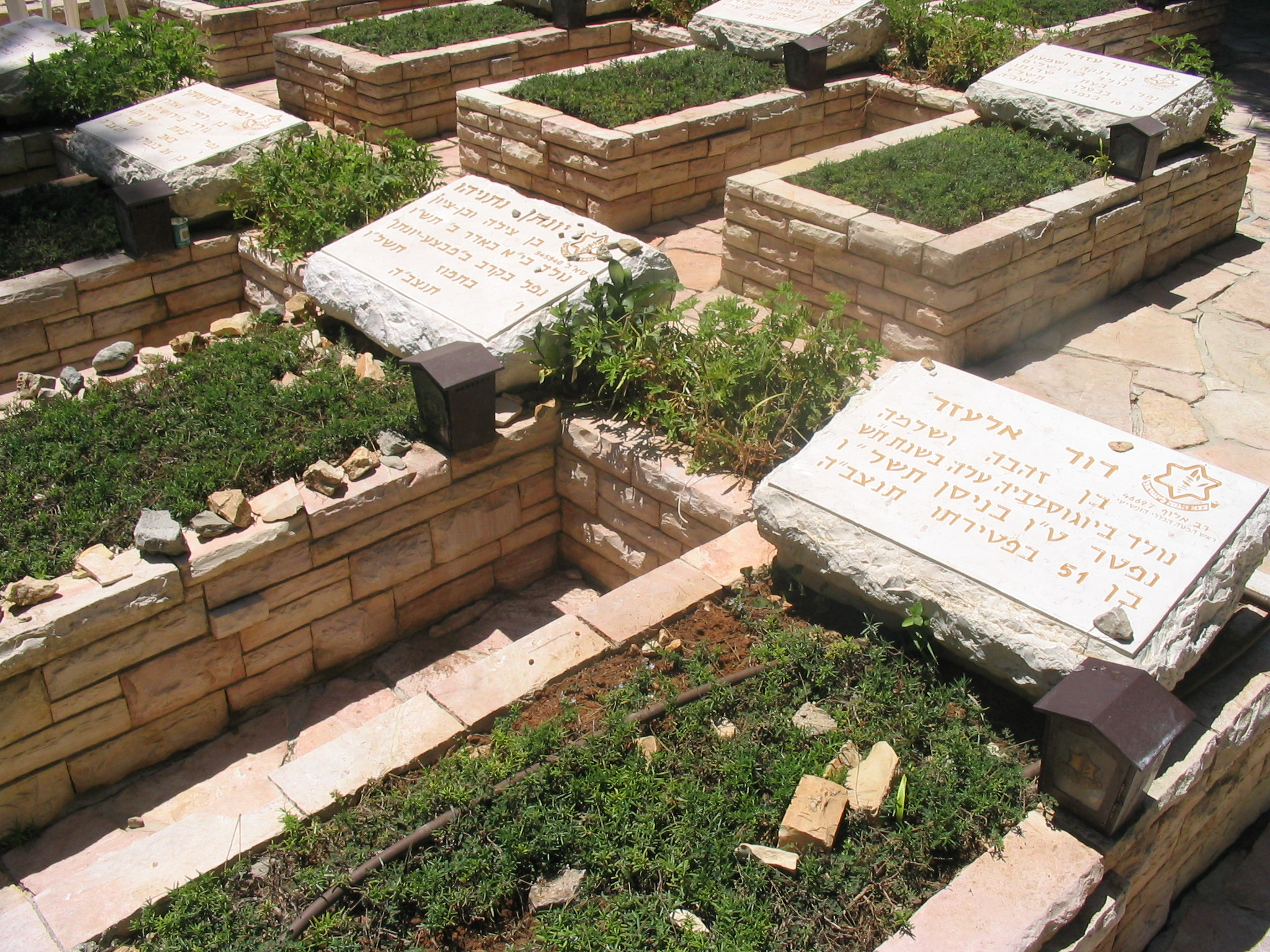
قبر دافيد إلعازار

دافيد إلعازار (بالعبرية:דוד אלעזר) (27 أغسطس 1925 - 15 إبريل 1976) عسكري إسرائيلي عمل قائداً لجبهة الجولان في حرب 1967، ورئيساً لأركان الجيش الإسرائيلي خلال حرب أكتوبر عام 1973.

## النشأة
ولد دافيد إلعازار في البوسنة والهرسك في مدينة سراييفو في (27 أغسطس 1925)
هاجر مع أسرته إلى فلسطين سنة 1940. انضم إلى صفوف البلماح وقاد محاولتها لاحتلال القدس القديمة عام 1948. شارك كذلك كضابط استطلاع في بعض العمليات داخل سوريا.
درس الاقتصاد السياسي وشؤون الشرق الأوسط بالجامعة العبرية بالقدس، وعاد ليرأس قسم الأبحاث والتطوير في فرع التدريب بهيئة الأركان، ثم عين قائدا لمدرسة المشاة. قاد اللواء الذي هاجم قطاع غزة عام 1956، ثم عين بعد ذلك قائدا للقوات الإسرائيلية بالقطاع. عين عام 1969 على رأس هيئة عمليات الجيش الإسرائيلي وفي 1 يناير/جانفي 1972 أسندت إليه رئاسة الأركان وبقي في منصبه إلى سنة 1974 حيث تم عزله بعد إذاعة النتائج الأولية لتقرير لجنة أجرانات  التي حققت في أوجه القصور والفشل قبل وأثناء حرب أكتوبر خصوصا أن التقرير لم يوجه لأي لوم للسياسين. كان قد أصدر خلال فترة عمله كرئيس لأركان الجيش الأمر بإسقاط طائرة الركاب الليبية المدنية التي حلقت، بطريق الخطأ، فوق سيناء بسبب عاصفة رملي.
توفي في 15 أفريل 1976 بعد إصابته بأزمة قلبية بينما كان يسبح ويعتقد البعض أنه توفي بعد أن تم توبيخه على أخطاء الحرب.

## وصلات خارجية
- دافيد إلعازار على موقع الموسوعة البريطانية (الإنجليزية)
- دافيد إلعازار على موقع مونزينجر (الألمانية)

1. ↑  جوجل بوكس نسخة محفوظة 28 يوليو 2013 على موقع واي باك مشين.
2. 1 2 3 4  شخصيات ومصطلحات صهيونية نسخة محفوظة 01 ديسمبر 2008 على موقع واي باك مشين.